# Мориђерати
Мориђерати (итал. Morigerati) је насеље у Италији у округу Салерно, региону Кампанија.
Према процени из 2011. у насељу је живело 277 становника. Насеље се налази на надморској висини од 290 м.

## Географија
| Клима (Мориђерати)       | Клима (Мориђерати) | Клима (Мориђерати) | Клима (Мориђерати) | Клима (Мориђерати) | Клима (Мориђерати) | Клима (Мориђерати) | Клима (Мориђерати) | Клима (Мориђерати) | Клима (Мориђерати) | Клима (Мориђерати) | Клима (Мориђерати) | Клима (Мориђерати) | Клима (Мориђерати) |
| Показатељ \ Месец        | .Јан.              | .Феб.              | .Мар.              | .Апр.              | .Мај.              | .Јун.              | .Јул.              | .Авг.              | .Сеп.              | .Окт.              | .Нов.              | .Дец.              | .Год.              |
| ------------------------ | ------------------ | ------------------ | ------------------ | ------------------ | ------------------ | ------------------ | ------------------ | ------------------ | ------------------ | ------------------ | ------------------ | ------------------ | ------------------ |
| Средњи максимум, °C (°F) | 11,0 (51,8)        | 11,9 (53,4)        | 14,9 (58,8)        | 18,2 (64,8)        | 22,6 (72,7)        | 26,8 (80,2)        | 30,1 (86,2)        | 30,6 (87,1)        | 27,0 (80,6)        | 21,8 (71,2)        | 16,1 (61)          | 12,6 (54,7)        | 30,6 (87,1)        |
| Средњи минимум, °C (°F)  | 4,9 (40,8)         | 5,0 (41)           | 7,1 (44,8)         | 9,7 (49,5)         | 13,2 (55,8)        | 16,9 (62,4)        | 19,3 (66,7)        | 19,7 (67,5)        | 17,1 (62,8)        | 13,4 (56,1)        | 9,6 (49,3)         | 6,9 (44,4)         | 4,9 (40,8)         |
| [ тражи се извор ]       |                    |                    |                    |                    |                    |                    |                    |                    |                    |                    |                    |                    |                    |

## Становништво
| 1931. | 1936. | 1951. | 1961. | 1971. | 1981. | 1991. | 2001. | 2011. |
| ----- | ----- | ----- | ----- | ----- | ----- | ----- | ----- | ----- |
| 1.116 | 1.100 | 1.190 | 1.165 | 1.031 | 866   | 877   | 780   | 699   |